# Meconematinae
Sous-famille
Les Meconematinae sont une sous-famille d'insectes orthoptères de la famille de Tettigoniidae.

## Distribution
Les espèces de cette sous-famille se rencontrent sur tous les continents.

## Liste des tribus et des genres
Selon Orthoptera Species File (28 mars 2010) :
- Meconematini Burmeister 1838
  - Abaxinicephora Gorochov & Kang, 2005
  - Acosmetura Liu, 2000
  - Afroconema Gorochov, 1993
  - Alloteratura Hebard, 1922
  - Alloxiphidiopsis Liu & Zhang, 2007
  - Borneratura Gorochov, 2008
  - Breviratura Gorochov, 2008
  - Cecidophagula Uvarov, 1939
  - Chandozhinskia Gorochov, 1993
  - Cyrtaspis Fischer, 1853
  - Decma Gorochov, 1993
  - Dinoteratura Gorochov, 1998
  - Euanisous Hebard, 1922
  - Euxiphidiopsis Gorochov, 1993
  - Exoteratura Gorochov, 2002
  - Gonamytta Beier, 1965
  - Indokuzicus Gorochov, 1998
  - Indoteratura Ingrisch & Shishodia, 2000
  - Kuzicus Gorochov, 1993
  - Leptoteratura Yamasaki, 1982
  - Meconema Serville, 1831
  - Nefateratura Ingrisch & Shishodia, 2000
  - Neoxizicus Gorochov, 1998
  - Odonturisca Gorochov, 2008
  - Paracosmetura Liu, 2000
  - Paranicephora Gorochov, 2001
  - Paraxizicus Gorochov & Kang, 2005
  - Phlugiolopsis Zeuner, 1940
  - Pseudokuzicus Gorochov, 1993
  - Pseudoteratura Gorochov, 1998
  - Sinocyrtaspis Liu, 2000
  - Sinoxizicus Gorochov & Kang, 2005
  - Tamdaora Gorochov, 1998
  - Teratura Redtenbacher, 1891
  - Xiphidiola Bolívar, 1906
  - Xiphidiopsis Redtenbacher, 1891
  - Xiphidonema Ingrisch, 1987
  - Xizicus Gorochov, 1993
- Phlugidini Eichler 1938
  - Asiophlugis Gorochov, 1998
  - Austrophlugis Rentz, 2001
  - Cephalophlugis Gorochov, 1998
  - Indiamba Rentz, 2001
  - Lucienola Gurney, 1975
  - Odontophlugis Gorochov, 1998
  - Phlugiola Karny, 1907
  - Phlugis Stål, 1861
  - Poecilomerus Karny, 1907
- tribu indéterminée
  - Acilacris Bolívar, 1890
  - Acyrtaspis Bei-Bienko, 1955
  - Africariola Naskrecki, 1996
  - Afromeconema Massa, 1997
  - Afrophisis Jin & Kevan, 1991
  - Amytta Karsch, 1888
  - Amyttacta Beier, 1965
  - Amyttella Beier, 1965
  - Amyttopsis Beier, 1965
  - Amyttosa Beier, 1965
  - Anepitacta Brunner von Wattenwyl, 1891
  - Aroegas Péringuey, 1916
  - Asymmetricercus Mitoki, 1999
  - Brachyamytta Naskrecki, 2008
  - Canariola Uvarov, 1940
  - Cononicephora Gorochov, 1993
  - Cosmetura Yamasaki, 1983
  - Cyrtopsis Bei-Bienko, 1962
  - Dasylistroscelis Mello-Leitão, 1940
  - Gibbomeconema Ishikawa, 1999
  - Grigoriora Gorochov, 1993
  - Kinkiconocephalopsis Kano, 1999
  - Meconemopsis Karny, 1922
  - Microconocephalopsis Tominaga & Kano, 1999
  - Neocononicephora Gorochov, 1998
  - Nicephora Bolívar, 1900
  - Nipponomeconema Yamasaki, 1983
  - Omkoiana Sänger & Helfert, 2002
  - Orophilopsis Chopard, 1945
  - Paracilacris Chopard, 1955
  - Phlugidia Kevan, 1993
  - Proamytta Beier, 1965
  - Shikokuconocephalopsis Kano, 1999
  - Taiyalia Yamasaki, 1992
  - Tettigoniopsis Yamasaki, 1982
  - Thaumaspis Bolívar, 1900

## Référence
- Burmeister, 1838 : Handbuch der Entomologie. vol. 2, part. 2, n. 1 (texte original).